# Sphärische Trigonometrie
Die sphärische Trigonometrie ist ein Teilgebiet der sphärischen Geometrie (Kugelgeometrie). Sie befasst sich hauptsächlich mit der Berechnung von Seitenlängen und Winkeln in Kugeldreiecken, welche auch als sphärische Dreiecke bezeichnet werden.
Wichtige Anwendungsbereiche sind:
- Entfernungs-, Richtungs- und Flächenberechnungen auf der Erdoberfläche aus gegebenen geografischen Koordinaten in der Geodäsie
- Ermittlung der momentanen Position eines Gestirns an der gedachten Himmelskugel mit Hilfe des nautischen Dreiecks
- Bestimmung genauer Sternörter und Bezugssysteme in der Astrometrie
- Verebnung und Näherungsmethoden für Berechnungen auf dem Erdellipsoid.

## Historischer Hintergrund
Es gibt Hinweise, dass sich schon die Babylonier und Ägypter vor 4000 Jahren mit Problemen der sphärischen Trigonometrie beschäftigt haben, um den Lauf von Gestirnen zu berechnen. Jedoch konnten sie sie nicht lösen. Die Geschichte der sphärischen Trigonometrie ist daher eng mit der Astronomie verknüpft. Ca. 350 vor Christus dachten die Griechen über Kugelgeometrie nach, diese wurde zu einer Hilfswissenschaft der Astronomen.
Die älteste Schrift über Sphärik stammt aus dieser Zeit: Sie enthält Sätze über Kugelkreise; ihr Autor ist der Grieche Autolykos von Pitane. Hipparch von Nicäa fand um 140 v. Chr. sowohl rechnerische als auch grafische Methoden, um Sternkarten anzulegen und neue Berechnungen durchzuführen.
Menelaos von Alexandria fand dann 98 v. Chr. den Satz über die Winkelsumme im Kugeldreieck und übertrug erstmals Formeln des ebenen Dreiecks auf Kugeldreiecke.
Ptolemäus von Alexandria fand zwischen 125 und 150 n. Chr. die Methoden zur Berechnung rechtwinkliger und schiefwinkliger Dreiecke.
Aus Indien stammen die ersten Ansätze zum Kosinussatz. Aufbauend auf den indischen und griechischen Forschungen entwickelten arabische Mathematiker die sphärische Trigonometrie fort, erwähnenswert sind Al-Battani (um 900 n. Chr.) und Nasir Eddin Tusi (um 1250 n. Chr.), die zum ersten Mal den Sinussatz und das Polardreieck in mathematische Überlegungen miteinbezogen. Zur Zeit der großen Entdeckungsreisen im 15. Jahrhundert wurden die Forschungen in sphärischer Trigonometrie wieder forciert, da die Ortsbestimmung auf See verbessert werden sollte, unter anderem bei der Schaffung neuer Seewege nach Indien.
Johannes Müller erweiterte das Wissen aus der griechischen, indischen und arabischen Zeit mit der Tangensfunktion und dem Seitenkosinussatz.
Vieta fand im 16. Jahrhundert über das Polardreieck den Winkelkosinussatz. John Napier (Neper, 1550–1617) brachte die trigonometrischen Sätze in leichter anwendbare Formen (z. B. die Neper-Regel). Leonhard Euler (1707–1783) fasste schließlich die Sätze der sphärischen Trigonometrie in der heutigen, übersichtlichen Form zusammen.
Außer Euler haben zahlreiche andere Mathematiker die Sphärik weiter ausgebaut und viele neue Beziehungen zwischen den Seiten und Winkeln eines Kugeldreiecks aufgestellt, darunter Simon L’Huilier (1750–1840), Jean-Baptiste Joseph Delambre (1749–1822), Carl Friedrich Gauß (1777–1855), Adrien-Marie Legendre (1752–1833) und David Hilbert (1862–1943).
Durch weitere mathematische Entwicklungen wie den Logarithmus wurden viele neue Methoden und Anwendungen der Kugelgeometrie entdeckt, beispielsweise in der Landesvermessung und der Kartografie. Im 19. und 20. Jahrhundert wurden weitere Nichteuklidische Geometrien entwickelt und die sphärische Trigonometrie fand auch ihre Anwendung in der Relativitätstheorie.

## Kugeldreieck
Verbindet man drei nicht alle auf einem Großkreis liegende Punkte der Kugeloberfläche mit drei Großkreisbögen, so erhält man acht Kugeldreiecke und sechs Schnittpunkte, nämlich die Endpunkte von drei Kugeldurchmessern. Diese Punkte sind also die Ecken und die Bögen die Seiten der Kugeldreiecke.
Die Länge einer Dreiecksseite ist definiert als die Größe des zugehörigen Mittelpunktswinkels, also des Winkels, der durch den ersten Seitenendpunkt, den Kugelmittelpunkt und den zweiten Seitenendpunkt festgelegt ist. Zum Beispiel hat ein Großkreisbogen, der ein Viertel des kompletten Großkreises ausmacht, die Länge 90° beziehungsweise (im Bogenmaß) {\displaystyle {\frac {\pi }{2}}}.
Ein Winkel des Kugeldreiecks entspricht dem Winkel, der von den beiden Tangenten im Scheitel eingeschlossen wird, der gleich dem Winkel zwischen den Ebenen der beteiligten Großkreise ist.  
Im Folgenden wird ein solches Dreieck behandelt, die Winkel {\displaystyle \alpha }, {\displaystyle \beta } und {\displaystyle \gamma } liegen in den jeweiligen Eckpunkten des Dreiecks {\displaystyle ABC}, alle Winkel werden im Bogenmaß erklärt. Zur Definition der Seiten und Flächen siehe sphärische Geometrie.

### Rechtwinkliges Kugeldreieck
Im rechtwinkligen Kugeldreieck (ein Winkel beträgt also 90°) können meist die Formeln für euklidische Dreiecke in leicht abgewandelter Form angewandt werden.

### Formeln für das rechtwinklige Kugeldreieck
Vorausgesetzt wird ein Kugeldreieck mit {\displaystyle \gamma ={\frac {\pi }{2}}}.
Für dieses gelten folgende Formeln:
{\displaystyle \,\cos c=\cos a\cdot \cos b}
{\displaystyle \,\sin a=\sin c\cdot \sin \alpha }
{\displaystyle \,\sin b=\sin c\cdot \sin \beta }
{\displaystyle \,\cos \alpha =\cos a\cdot \sin \beta }
{\displaystyle \,\cos \beta =\cos b\cdot \sin \alpha }
{\displaystyle \,\cos c=\cot \alpha \cdot \cot \beta }
{\displaystyle \,\sin a=\tan b\cdot \cot \beta }
{\displaystyle \,\sin b=\tan a\cdot \cot \alpha }
{\displaystyle \,\cos \alpha =\tan b\cdot \cot c}
{\displaystyle \,\cos \beta =\tan a\cdot \cot c}
{\displaystyle \,\tan \ a=\tan c\cdot \cos \beta }
{\displaystyle \,\tan \ b=\tan c\cdot \cos \alpha }

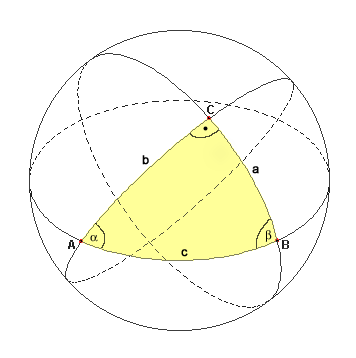
Rechtwinkliges Kugeldreieck

Die erste dieser Gesetzmäßigkeiten ersetzt den Satz des Pythagoras der ebenen Geometrie.

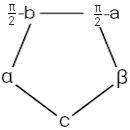
Veranschaulichung der Neperschen Regel

All diese Formeln für rechtwinklige Kugeldreiecke sind zusammengefasst in der Neper-Regel (John Neper 1550–1617): Ordnet man die Stücke eines Kugeldreiecks nebeneinander auf einem Kreis an, streicht man den rechten Winkel weg und schreibt man für die Katheten die Komplemente, so gilt: Der Kosinus eines Stückes ist gleich dem Produkt der Kotangens der anliegenden Stücke oder gleich dem Produkt der Sinus der gegenüberliegenden Stücke.

### Formeln für das rechtseitige Kugeldreieck
In einem rechtseitigen Kugeldreieck ist eine Seite 90° lang. In den folgenden Formeln wird {\displaystyle c={\frac {\pi }{2}}} vorausgesetzt.
{\displaystyle \,\cos a=-\tan \beta \cdot \cot \gamma }
{\displaystyle \,\cos a=\cos \alpha \cdot \sin b}
{\displaystyle \,\cos b=-\tan \alpha \cdot \cot \gamma }
{\displaystyle \,\cos b=\sin a\cdot \cos \beta }
{\displaystyle \,\sin \alpha =\tan \beta \cdot \cot b}
{\displaystyle \,\sin \alpha =\sin a\cdot \sin \gamma }
{\displaystyle \,\sin \beta =\tan \alpha \cdot \cot a}
{\displaystyle \,\sin \beta =\sin b\cdot \sin \gamma }
{\displaystyle \,\cos \gamma =-\cot a\cdot \cot b}
{\displaystyle \,\cos \gamma =-\cos \alpha \cdot \cos \beta }
Diese Formeln ergeben sich ebenfalls aus der oben genannten Neper-Regel: Der Kosinus eines Stückes ist gleich dem Produkt der Kotangens der anliegenden Stücke oder gleich dem Produkt der Sinus der gegenüberliegenden Stücke. Aus den in Kreisform angeordneten Stücken streicht man die 90°-Seite und ersetzt die ihr anliegenden Winkel durch ihre Komplementwinkel, den ihr gegenüberliegenden Winkel durch seinen Supplementwinkel.

### Sätze für das allgemeine Kugeldreieck
Für alle Formeln gilt:
| Kugelradius   | {\displaystyle r\,\!}                                                    |
| Halbumfang    | {\displaystyle s={\frac {a+b+c}{2}}}                                     |
| Halber Exzess | {\displaystyle \sigma ={\frac {\alpha +\beta +\gamma -180^{\circ }}{2}}} |

#### Winkelsumme
Für die Winkelsumme eines sphärischen eulerschen Dreiecks gilt
{\displaystyle \alpha +\beta +\gamma ={\frac {A}{r^{2}}}+\pi } ,
wobei {\displaystyle A} die Fläche des Dreiecks ist. Die Winkelsumme eines Kugeldreiecks auf der Einheitskugel schwankt also je nach Größe des Dreiecks zwischen {\displaystyle \pi } und {\displaystyle 3\cdot \pi }, was 180° bis 540° entspricht. Bei nicht Eulerschen Dreiecken kann die Winkelsumme bis zu {\displaystyle 5\cdot \pi } bzw. 900° betragen.

#### Sinussatz
{\displaystyle {\frac {\sin a}{\sin \alpha }}={\frac {\sin b}{\sin \beta }}={\frac {\sin c}{\sin \gamma }}}
„In jedem Dreieck ist das Verhältnis des Sinus einer Seite zum Sinus des Gegenwinkels konstant. Dieses Verhältnis heißt Modulus des Dreiecks.“ (Hammer 1916, S. 447)

#### Seiten-Kosinussatz
{\displaystyle \,\cos a=\cos b\cdot \cos c+\sin b\cdot \sin c\cdot \cos \alpha }
{\displaystyle \,\cos b=\cos a\cdot \cos c+\sin a\cdot \sin c\cdot \cos \beta }
{\displaystyle \,\cos c=\cos a\cdot \cos b+\sin a\cdot \sin b\cdot \cos \gamma }

#### Winkel-Kosinussatz
{\displaystyle \,\cos \alpha =-\cos \beta \cdot \cos \gamma +\sin \beta \cdot \sin \gamma \cdot \cos a}
{\displaystyle \,\cos \beta =-\cos \alpha \cdot \cos \gamma +\sin \alpha \cdot \sin \gamma \cdot \cos b}
{\displaystyle \,\cos \gamma =-\cos \alpha \cdot \cos \beta +\sin \alpha \cdot \sin \beta \cdot \cos c}

#### Sinus-Kosinus-Satz
{\displaystyle \,\sin a\cdot \cos \beta =\cos b\cdot \sin c-\sin b\cdot \cos c\cdot \cos \alpha }
{\displaystyle \,\sin b\cdot \cos \gamma =\cos c\cdot \sin a-\sin c\cdot \cos a\cdot \cos \beta }
{\displaystyle \,\sin c\cdot \cos \alpha =\cos a\cdot \sin b-\sin a\cdot \cos b\cdot \cos \gamma }
{\displaystyle \,\sin a\cdot \cos \gamma =\cos c\cdot \sin b-\sin c\cdot \cos b\cdot \cos \alpha }
{\displaystyle \,\sin b\cdot \cos \alpha =\cos a\cdot \sin c-\sin a\cdot \cos c\cdot \cos \beta }
{\displaystyle \,\sin c\cdot \cos \beta =\cos b\cdot \sin a-\sin b\cdot \cos a\cdot \cos \gamma }

#### Tangenssatz
{\displaystyle {\frac {\tan {\frac {a+b}{2}}}{\tan {\frac {a-b}{2}}}}={\frac {\tan {\frac {\alpha +\beta }{2}}}{\tan {\frac {\alpha -\beta }{2}}}}}
{\displaystyle {\frac {\tan {\frac {b+c}{2}}}{\tan {\frac {b-c}{2}}}}={\frac {\tan {\frac {\beta +\gamma }{2}}}{\tan {\frac {\beta -\gamma }{2}}}}}
{\displaystyle {\frac {\tan {\frac {c+a}{2}}}{\tan {\frac {c-a}{2}}}}={\frac {\tan {\frac {\gamma +\alpha }{2}}}{\tan {\frac {\gamma -\alpha }{2}}}}}

#### Kotangenssatz (Kotangentensatz)
{\displaystyle \,\sin \alpha \cdot \cot \beta =\cot b\cdot \sin c-\cos c\cdot \cos \alpha }
{\displaystyle \,\sin \alpha \cdot \cot \gamma =\cot c\cdot \sin b-\cos b\cdot \cos \alpha }
{\displaystyle \,\sin \beta \cdot \cot \gamma =\cot c\cdot \sin a-\cos a\cdot \cos \beta }
{\displaystyle \,\sin \beta \cdot \cot \alpha =\cot a\cdot \sin c-\cos c\cdot \cos \beta }
{\displaystyle \,\sin \gamma \cdot \cot \alpha =\cot a\cdot \sin b-\cos b\cdot \cos \gamma }
{\displaystyle \,\sin \gamma \cdot \cot \beta =\cot b\cdot \sin a-\cos a\cdot \cos \gamma }

#### Nepersche Gleichungen
{\displaystyle \tan {\frac {a+b}{2}}\cdot \cos {\frac {\alpha +\beta }{2}}=\tan {\frac {c}{2}}\cdot \cos {\frac {\alpha -\beta }{2}}}
{\displaystyle \tan {\frac {b+c}{2}}\cdot \cos {\frac {\beta +\gamma }{2}}=\tan {\frac {a}{2}}\cdot \cos {\frac {\beta -\gamma }{2}}}
{\displaystyle \tan {\frac {c+a}{2}}\cdot \cos {\frac {\gamma +\alpha }{2}}=\tan {\frac {b}{2}}\cdot \cos {\frac {\gamma -\alpha }{2}}}
{\displaystyle \tan {\frac {\alpha +\beta }{2}}\cdot \cos {\frac {a+b}{2}}=\cot {\frac {\gamma }{2}}\cdot \cos {\frac {a-b}{2}}}
{\displaystyle \tan {\frac {\beta +\gamma }{2}}\cdot \cos {\frac {b+c}{2}}=\cot {\frac {\alpha }{2}}\cdot \cos {\frac {b-c}{2}}}
{\displaystyle \tan {\frac {\gamma +\alpha }{2}}\cdot \cos {\frac {c+a}{2}}=\cot {\frac {\beta }{2}}\cdot \cos {\frac {c-a}{2}}}
{\displaystyle \tan {\frac {a-b}{2}}\cdot \sin {\frac {\alpha +\beta }{2}}=\tan {\frac {c}{2}}\cdot \sin {\frac {\alpha -\beta }{2}}}
{\displaystyle \tan {\frac {b-c}{2}}\cdot \sin {\frac {\beta +\gamma }{2}}=\tan {\frac {a}{2}}\cdot \sin {\frac {\beta -\gamma }{2}}}
{\displaystyle \tan {\frac {c-a}{2}}\cdot \sin {\frac {\gamma +\alpha }{2}}=\tan {\frac {b}{2}}\cdot \sin {\frac {\gamma -\alpha }{2}}}
{\displaystyle \tan {\frac {\alpha -\beta }{2}}\cdot \sin {\frac {a+b}{2}}=\cot {\frac {\gamma }{2}}\cdot \sin {\frac {a-b}{2}}}
{\displaystyle \tan {\frac {\beta -\gamma }{2}}\cdot \sin {\frac {b+c}{2}}=\cot {\frac {\alpha }{2}}\cdot \sin {\frac {b-c}{2}}}
{\displaystyle \tan {\frac {\gamma -\alpha }{2}}\cdot \sin {\frac {c+a}{2}}=\cot {\frac {\beta }{2}}\cdot \sin {\frac {c-a}{2}}}

#### Delambresche (auch Mollweidsche oder Gaußsche) Gleichungen
{\displaystyle \sin {\frac {a+b}{2}}\cdot \sin {\frac {\gamma }{2}}=\cos {\frac {\alpha -\beta }{2}}\cdot \sin {\frac {c}{2}}}
{\displaystyle \sin {\frac {b+c}{2}}\cdot \sin {\frac {\alpha }{2}}=\cos {\frac {\beta -\gamma }{2}}\cdot \sin {\frac {a}{2}}}
{\displaystyle \sin {\frac {c+a}{2}}\cdot \sin {\frac {\beta }{2}}=\cos {\frac {\gamma -\alpha }{2}}\cdot \sin {\frac {b}{2}}}
{\displaystyle \cos {\frac {a+b}{2}}\cdot \sin {\frac {\gamma }{2}}=\cos {\frac {\alpha +\beta }{2}}\cdot \cos {\frac {c}{2}}}
{\displaystyle \cos {\frac {b+c}{2}}\cdot \sin {\frac {\alpha }{2}}=\cos {\frac {\beta +\gamma }{2}}\cdot \cos {\frac {a}{2}}}
{\displaystyle \cos {\frac {c+a}{2}}\cdot \sin {\frac {\beta }{2}}=\cos {\frac {\gamma +\alpha }{2}}\cdot \cos {\frac {b}{2}}}
{\displaystyle \sin {\frac {a-b}{2}}\cdot \cos {\frac {\gamma }{2}}=\sin {\frac {\alpha -\beta }{2}}\cdot \sin {\frac {c}{2}}}
{\displaystyle \sin {\frac {b-c}{2}}\cdot \cos {\frac {\alpha }{2}}=\sin {\frac {\beta -\gamma }{2}}\cdot \sin {\frac {a}{2}}}
{\displaystyle \sin {\frac {c-a}{2}}\cdot \cos {\frac {\beta }{2}}=\sin {\frac {\gamma -\alpha }{2}}\cdot \sin {\frac {b}{2}}}
{\displaystyle \cos {\frac {a-b}{2}}\cdot \cos {\frac {\gamma }{2}}=\sin {\frac {\alpha +\beta }{2}}\cdot \cos {\frac {c}{2}}}
{\displaystyle \cos {\frac {b-c}{2}}\cdot \cos {\frac {\alpha }{2}}=\sin {\frac {\beta +\gamma }{2}}\cdot \cos {\frac {a}{2}}}
{\displaystyle \cos {\frac {c-a}{2}}\cdot \cos {\frac {\beta }{2}}=\sin {\frac {\gamma +\alpha }{2}}\cdot \cos {\frac {b}{2}}}

#### Halbwinkelsatz
{\displaystyle \sin {\frac {\alpha }{2}}={\sqrt {\frac {\sin(s-b)\cdot \sin(s-c)}{\sin b\cdot \sin c}}}}
{\displaystyle \sin {\frac {\beta }{2}}={\sqrt {\frac {\sin(s-c)\cdot \sin(s-a)}{\sin c\cdot \sin a}}}}
{\displaystyle \sin {\frac {\gamma }{2}}={\sqrt {\frac {\sin(s-a)\cdot \sin(s-b)}{\sin a\cdot \sin b}}}}
{\displaystyle \cos {\frac {\alpha }{2}}={\sqrt {\frac {\sin(s)\cdot \sin(s-a)}{\sin b\cdot \sin c}}}}
{\displaystyle \cos {\frac {\beta }{2}}={\sqrt {\frac {\sin(s)\cdot \sin(s-b)}{\sin c\cdot \sin a}}}}
{\displaystyle \cos {\frac {\gamma }{2}}={\sqrt {\frac {\sin(s)\cdot \sin(s-c)}{\sin a\cdot \sin b}}}}
{\displaystyle \tan {\frac {\alpha }{2}}={\frac {\tan {\rho }}{\sin(s-a)}}}
{\displaystyle \tan {\frac {\beta }{2}}={\frac {\tan {\rho }}{\sin(s-b)}}}
{\displaystyle \tan {\frac {\gamma }{2}}={\frac {\tan {\rho }}{\sin(s-c)}}}
Wobei {\displaystyle \rho }: Inkreisradius

#### Halbseitensatz
{\displaystyle \sin {\frac {a}{2}}={\sqrt {\frac {-\cos \sigma \cdot \cos(\sigma -\alpha )}{\sin \beta \cdot \sin \gamma }}}}
{\displaystyle \sin {\frac {b}{2}}={\sqrt {\frac {-\cos \sigma \cdot \cos(\sigma -\beta )}{\sin \gamma \cdot \sin \alpha }}}}
{\displaystyle \sin {\frac {c}{2}}={\sqrt {\frac {-\cos \sigma \cdot \cos(\sigma -\gamma )}{\sin \alpha \cdot \sin \beta }}}}
{\displaystyle \cos {\frac {a}{2}}={\sqrt {\frac {\cos(\sigma -\beta )\cdot \cos(\sigma -\gamma )}{\sin \beta \cdot \sin \gamma }}}}
{\displaystyle \cos {\frac {b}{2}}={\sqrt {\frac {\cos(\sigma -\gamma )\cdot \cos(\sigma -\alpha )}{\sin \gamma \cdot \sin \alpha }}}}
{\displaystyle \cos {\frac {c}{2}}={\sqrt {\frac {\cos(\sigma -\alpha )\cdot \cos(\sigma -\beta )}{\sin \alpha \cdot \sin \beta }}}}
{\displaystyle \tan {\frac {a}{2}}=\tan \rho \cdot \cos(\sigma -\alpha )}
{\displaystyle \tan {\frac {b}{2}}=\tan \rho \cdot \cos(\sigma -\beta )}
{\displaystyle \tan {\frac {c}{2}}=\tan \rho \cdot \cos(\sigma -\gamma )}
wobei
{\displaystyle \sigma ={\frac {1}{2}}\cdot (\alpha +\beta +\gamma )}
{\displaystyle \rho }: Umkreisradius

#### L’Huiliersche Formel
{\displaystyle \tan {\frac {\epsilon }{4}}={\sqrt {\tan {\frac {s}{2}}\tan {\frac {s-a}{2}}\tan {\frac {s-b}{2}}\tan {\frac {s-c}{2}}}}}

#### Flächeninhalt
Der Raumwinkel ergibt sich aus dem sogenannten sphärischen Exzess:
{\displaystyle \,\epsilon =\alpha +\beta +\gamma -\pi }.
Die absolute Fläche beträgt also:
{\displaystyle \,A=\epsilon \cdot r^{2}}.

### Sphärische und ebene Trigonometrie
Bei Kugeldreiecken, die nur einen kleinen Teil der Kugeloberfläche einnehmen, ist die Krümmung weitgehend vernachlässigbar und die Sätze der sphärischen Trigonometrie gehen in die Sätze der ebenen Trigonometrie über:

Der für rechtwinkelige Kugeldreiecke gültige Satz {\displaystyle \,\cos c=\cos a\cdot \cos b} entspricht dem Satz von Pythagoras (vgl. oben).

Der Sinussatz der sphärischen Trigonometrie geht wegen {\displaystyle \,\sin a\approx a} in den Sinussatz der ebenen Trigonometrie über.

Der Seiten-Kosinussatz der sphärischen Trigonometrie geht in den Kosinussatz der ebenen Trigonometrie über.

Der Winkel-Kosinussatz der sphärischen Trigonometrie geht in den Satz von der Winkelsumme für ebene Dreiecke über.

Zur Verebnung der Kugeldreiecke siehe Satz von Legendre.

## Anwendungen

### Geowissenschaften
Siehe Höhere Geodäsie, Mathematische Geografie und Kartenprojektion.

### Astronomie
Siehe astronomische Koordinatensysteme.

#### Grundlagen
Der Himmelsäquator wird vom Erdäquator aus projiziert und die Erdachse wird zur Weltachse verlängert. Auf diese Weise erzeugt man ein Koordinatensystem für den Himmel von der Erde aus. Als Zenit bezeichnet man jenen Punkt, der sich am Himmel genau über dem Beobachter befindet. Nadir ist der Name des Gegenpunktes zum Zenit auf der Himmelskugel. Der Beobachter befindet sich auf einem Punkt auf der Erdoberfläche. Die Erde wird als Kugel angenommen, welche von der Himmelskugel umgeben ist. Bei den Berechnungen geht man davon aus, dass man vom Beobachtungsort aus die halbe Himmelskugel sehen kann, also bis zum wahren Horizont. Der wahre Horizont ist eine Ebene, die beide Kugeln halbiert, wobei ihr Normalenvektor vom Erdmittelpunkt aus zum Zenit zeigt. Der Beobachter befindet sich aber nicht im Erdmittelpunkt, sondern auf der Oberfläche, und sein scheinbarer Horizont wird durch eine Tangentialebene an die Erdkugel, welche durch seine Position geht, beschrieben. Auf Grund des Faktums, dass die Sterne im Verhältnis zum Erdradius praktisch unendlich weit entfernt sind, sind der scheinbare und der wahre Horizont praktisch identisch. Der Himmelsmeridian geht durch den Zenit und beide Pole. Alle Sterne am Himmel beschreiben durch die Drehung der Erdachse Kreisbahnen. Dabei legt jeder Stern pro Sterntag 360° horizontal gemessen zurück. Es existiert das Phänomen der Zirkumpolarsterne, die von einem Beobachtungsort aus immer sichtbar sind. Sie befinden sich nahe dem Himmelspol. Die Größe des Zirkumpolarbereiches vom Pol weg gemessen entspricht dem Breitengrad des Beobachters. An einem Pol gibt es daher nur Zirkumpolarsterne, welche sich auf Bahnen parallel zum Äquator bewegen. Am Äquator sieht man keine Zirkumpolarsterne, und die Tagbögen aller Sterne sind dort Halbkreise. Als Tagbogen wird der Bogen bezeichnet, den ein Stern vom Aufgangs- bis zum Untergangspunkt beschreibt. Der Schnittpunkt des Tagbogens mit dem Meridian ist der Höchstpunkt des Sternes und wird auch als oberer Kulminationspunkt bezeichnet. Zirkumpolarsterne haben auch einen tiefsten Punkt am Tagbogen, welcher unterer Kulminationspunkt genannt wird.

#### Koordinatensysteme

##### Horizontsystem
Der Grundkreis liegt in der Ebene des Beobachters. Die Höhe auf der Himmelskugel wird in Grad gemessen. Der Horizont liegt auf 0°, der Zenit auf 90° und der Nadir auf −90°. Häufig wird anstelle der Höhe auch die Zenitdistanz verwendet, welche sich aus 90° minus Höhe ergibt. Als Nullpunkt wird der Südpunkt gewählt und von dort aus kann der zweite Positionswinkel, das Azimut, gemessen werden. Das Azimut ist der Winkel zwischen dem Himmelsmeridian und der Vertikalebene des Gestirns. Man misst das Azimut im Uhrzeigersinn von 0 bis 360°. Die Polhöhe an einem Ort ist gleich der geografischen Breite. Auf der Nordhalbkugel erleichtert der Polarstern die Messung. Der Vorteil des Horizontsystems ist, dass man die Höhe eines Objektes auch dann messen kann, wenn man den Horizont nicht genau bestimmen kann. Denn die Richtung zum Zenit stimmt mit der Richtung der Schwerkraft überein. Zwei früher sehr gebräuchliche Messinstrumente machen sich die Eigenschaften des Horizontsystems zu Nutze: der Theodolit und der Sextant.

##### Äquatorsystem
Neben dem Horizontsystem, in dem sich die Koordinaten eines Sternes auf Grund der Erdrotation ständig ändern, gibt es auch noch das Äquatorsystem. Der Himmelsäquator dient als Grundkreis für dieses System. Die Höhe über dem Himmelsäquator wird als Deklination bezeichnet. Sie kann Werte zwischen 90° (Himmelsnordpol) und −90° (Himmelssüdpol) annehmen. Die andere Koordinate des Äquatorsystems ist die Rektaszension, die vom Frühlingspunkt aus entlang des Himmelsäquators entgegen dem Uhrzeigersinn gemessen wird. Die Rektaszension hängt zusammen mit dem Stundenwinkel. Dieser wird vom Schnittpunkt des Himmelsäquators mit dem Himmelsmeridian aus im Uhrzeigersinn von 0° bis 360° bzw. von 0 h bis 24 h gezählt.

##### Nautisches Dreieck
Das nautische Dreieck dient zur Umrechnung der beiden Systeme. Es ist ein Dreieck auf der Oberfläche der Himmelskugel mit den Ecken Pol, Zenit und scheinbarer Sternort. Durch Cosinus- und Sinussatz lassen sich Formeln zur Umrechnung herleiten.

#### Zeitmessung

##### Sonne als Zeitmesser
Auf Grund der Erdrotation bewegt sich die Sonne scheinbar innerhalb eines Tages einmal um die Erde. Die Erde umrundet im Laufe eines Jahres einmal die Sonne. Wenn man einen Sonnentag als den Zeitraum von einer Kulmination zur nächsten definiert, dann wird auch berücksichtigt, dass die Erde etwas mehr als eine volle Umdrehung machen muss, um die passende Position zu erreichen. Ein Sterntag beginnt mit dem oberen Meridiandurchgang des Frühlingspunktes, der fix am Firmament steht. Da der Erdumlauf hierbei nicht berücksichtigt wird, hat ein Sterntag nur 23 h 56 min. Es gibt pro Jahr einen Sterntag mehr, da man von der Erde aus jeden Tag den gleichen Anblick der Sterne hat wie am Vortag, nur jeweils 4 min früher. Innerhalb eines Jahres durchläuft die Sonne von der Erde aus betrachtet die Ekliptik, also den Schnittkreis von Himmelskugel und Erdbahnebene. Die Jahreszeiten entstehen durch die Neigung der Erdachse zur Bahnebene um 23° 27′. Die Sonnenephemeride gibt die leichten Schwankungen der Koordinaten der Sonne an. Den kleinsten Wert hat die Sonnendeklination zur Zeit der Wintersonnenwende, den größten während der Sommersonnenwende. Zur Tagundnachtgleiche geht die Sonne exakt im Osten auf und im Westen unter. Der Winkel Ostpunkt-Beobachter-Aufgangspunkt wird als Morgenweite bezeichnet. Der Winkel Westpunkt-Beobachter-Untergangspunkt heißt entsprechend Abendweite. Mit dem nautischen Dreieck Pol-Zenit-Untergangspunkt kann man die Länge eines Tages berechnen.
Aus der Polhöhe (bzw. geogr. Breite) des Standorts und der Sonnendeklination können die Zeit des Sonnenuntergangs (vom Zeitpunkt der Kulmination ab) und der Ort des Sonnenuntergangs (vom Südpunkt aus) berechnet werden. Bei der Zeitmessung wird ein Tag als Zeit zwischen zwei Kulminationen der Sonne angenommen. Doch da die Erdbahn kein Kreis ist, und auf Grund weiterer Faktoren kommt es zu nicht unerheblichen Schwankungen der „wahren Sonne“. Auf Grund der Neigung der Erdachse funktioniert auch eine Sonnenuhr nicht. Um diese Nachteile der wahren Sonne auszugleichen, verwendet man die mittlere Sonne als Rechengröße. Man nimmt dabei eine fiktive Sonne an, die sich entlang des Äquators bewegt. Die wahre Ortszeit ergibt sich als Stundenwinkel der wahren Sonne weniger zwölf Stunden. Die mittlere Ortszeit kann man aus dem Stundenwinkel der mittleren Sonne minus zwölf Stunden berechnen. Die Differenz aus wahrer Ortszeit und mittlerer Ortszeit heißt Zeitgleichung, sie hat viermal im Jahr den Wert 0. Man kann die Werte der Zeitgleichung aus Tabellen entnehmen. Da die Ortszeiten nur auf demselben Längenkreis gleich sind, ist die Differenz gestaffelt. Daraus ergeben sich die internationalen Zeitzonen. Die Ortszeit am Nullmeridian wird als Greenwich Mean Time bezeichnet oder als Weltzeit. Den Längengrad, auf dem man sich befindet, kann man durch Messung der Ortszeit ermitteln. Danach zieht man die Ortszeit von der Ortszeit in Greenwich ab und erhält so den Längenkreis.

##### Sterne als Zeitmesser
Aus der momentanen Position eines Sterns lässt sich die Uhrzeit ermitteln (oder umgekehrt). Die Sternzeit ist definiert als Stundenwinkel des Frühlingspunktes, das heißt als der Winkel zwischen dem Ortsmeridian (dem Großkreis, auf dem der Zenit, der Nordpunkt und der Südpunkt des Horizonts liegen) und dem Deklinationskreis des Frühlingspunktes (dem Großkreis, auf dem sich der Frühlingspunkt und die beiden Himmelspole befinden). Gezählt wird dieser Winkel auf dem Himmelsäquator, und zwar vom Ortsmeridian in Richtung SWNO zum Frühlingspunkt. 0 Uhr Sternzeit bedeutet, dass der Frühlingspunkt gerade den Ortsmeridian durchläuft, also für einen Beobachter auf der Nordhalbkugel genau im Süden bzw. für einen Beobachter auf der Südhalbkugel genau im Norden steht. Eine Stunde der Sternzeit wird naheliegenderweise mit 15° (Winkel im Gradmaß) gleichgesetzt, sodass 24 Sternzeitstunden einem 360°-Winkel entsprechen. Ein Sterntag ist der Zeitraum zwischen zwei aufeinanderfolgenden Meridiandurchgängen des Frühlingspunktes. Er ist nur geringfügig (um 0,0084 s) kürzer als die Rotationsdauer der Erde, die etwa 23 h 56 min 4 s beträgt. Mit Hilfe der letzten Angabe lassen sich Sternzeit und Sonnenzeit (bürgerliche Zeit) ineinander umrechnen.
Eine direkte Ermittlung der Sternzeit aus der Position des Frühlingspunktes ist nicht möglich, da es sich beim Frühlingspunkt nur um einen gedachten Punkt der Himmelskugel handelt. Kein Stern nimmt genau diese Position ein. Daher misst man für einen beliebigen Stern bekannter Rektaszension {\displaystyle \alpha } den Stundenwinkel {\displaystyle \tau } und berechnet die Sternzeit {\displaystyle \vartheta } gemäß {\displaystyle \vartheta =\tau +\alpha }.
Sterne sind in gewisser Hinsicht auch Zeitmesser für sehr lange Zeiträume. Auf Grund der Kreiselbewegung der Erdachse verschiebt sich der Frühlingspunkt um ca. 50″ pro Jahr. Innerhalb eines platonischen Jahres, das sind ca. 26000 Jahre, durchläuft er einmal die ganze Ekliptik. Dieses Phänomen wird als Präzession bezeichnet.

### Einfallswinkel auf Sonnenkollektoren

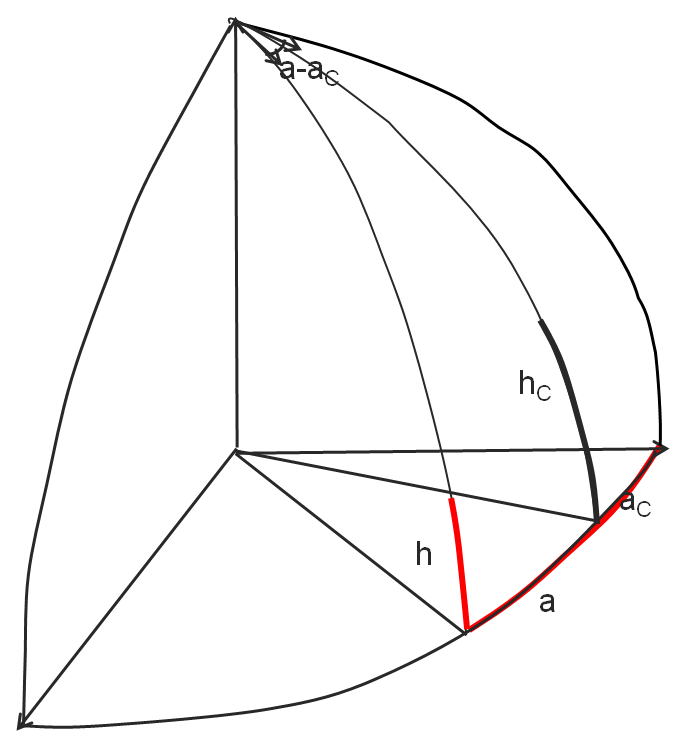
Berechnung des Einfallwinkels

Wenn die Position der Sonne im Himmel bekannt ist (siehe oben), dann lässt sich der Einfallswinkel der Sonne auf Plankollektoren dank der sphärischen Trigonometrie berechnen, und zwar wie folgt:
{\displaystyle \cos(i)=\sin(h)\cdot \sin(h_{C})+\cos(a-a_{C})\cdot \cos(h)\cdot \cos(h_{C})},
wobei {\displaystyle a} und {\displaystyle a_{C}} der Azimutwinkel der Sonne und der Azimutwinkel des Kollektors sind, und
{\displaystyle h} und {\displaystyle h_{C}} der Vertikalwinkel der Sonne und der Vertikalwinkel des Kollektors sind. Und {\displaystyle i} ist der Einfallswinkel.
Die Formel lässt sich aus dem Seiten-Kosinussatz für ein Kugeldreieck herleiten: Für die Dreiecksseiten {\displaystyle z=90^{\circ }-h} und {\displaystyle z_{C}=90^{\circ }-h_{C}} (Zenitwinkel) sowie {\displaystyle i} (Einfallswinkel) und gegenüberliegendem Dreieckswinkel {\displaystyle a-a_{C}} folgt die Formel unter der Vertauschungen {\displaystyle {\cos(90^{\circ }-a)}={\sin(a)}} sowie {\displaystyle \sin(90^{\circ }-a)=\cos(a)}.